# Hypeman
Hypeman – w muzyce hip-hopowej jest to osoba towarzysząca raperowi w trakcie występów na żywo. Podczas grania utworów hypeman pomaga raperowi, dokańczając jego zdania, „podbijając” rymy lub powtarzając niektóre wersy, by piosenka była bardziej urozmaicona i brzmiała podobnie jak jej oryginalna wersja.